# Elaphoglossum delicatulum
Elaphoglossum delicatulum är en träjonväxtart som beskrevs av John T. Mickel. Elaphoglossum delicatulum ingår i släktet Elaphoglossum och familjen Dryopteridaceae. Inga underarter finns listade.